# Bosch Engineering
Die Bosch Engineering GmbH (BEG) ist eine 100%ige Tochtergesellschaft der Robert Bosch GmbH, die Entwicklungen für Fahrzeug- und Motorenhersteller anbietet und auf die individuelle Anpassung von Bosch-Großserientechnik spezialisiert ist. Hauptsitz des Unternehmens mit 1.550 Beschäftigten ist in Abstatt, weitere deutsche Niederlassungen gibt es in Holzkirchen bei München, Ingolstadt und Braunschweig. Im Ausland werden neben den unten genannten verwandten Einheiten außerdem Standorte und Projektbüros in Saint-Ouen, Nuneaton, Turin, Wien, Farmington Hills, Sunnyvale, Yokohama, Shanghai und Suzhou unterhalten. Das Unternehmen beschäftigt weltweit über 3.000 Mitarbeiter.

## Geschichte
Das Unternehmen wurde 1999 als ASSET Automotive Systems and Engineering Technology GmbH gegründet. Im Jahr 2002 erwarb es die erphi electronic GmbH in  Holzkirchen. Nach Integration der Bosch Motorsport-Aktivitäten im Jahre 2003 wurde es zur Bosch Engineering GmbH umfirmiert. 2004 zog es in das Robert Bosch Entwicklungszentrum in Abstatt um, wo es im Jahr 2010 ein zweites Entwicklungsgebäude bezog.

## Produkte
Das Unternehmen bietet Systemanpassungen in folgenden Bereichen an:
- Entwicklung von Systemen, Funktionen, Software sowie Applikation für den Antriebsstrang, Sicherheit und Komfort (Fahrdynamik, Fahrerassistenz, Insassenschutz, Lenkung) und elektrische/elektronische Integration
- Entwicklungsunterstützung durch Testdienstleistungen und Beratung, Projekt- und Qualitätsmanagement
- Komplettsysteme für den Motorsport

Neben Anwendungen für die Automobilindustrie werden kundenspezifische Systemanpassungen in verwandten Bereichen wie Nutzfahrzeuge, Bau- und Landmaschinen, Powersport, Motorsport, Schiffbau, Industrieanwendungen, Eisenbahn, Blockheizkraftwerke und Luftfahrt entwickelt.

## Verwandte Einheiten
Im Jahr 2002 wurde die erphi electronic GmbH (Holzkirchen) von der Robert Bosch GmbH gekauft und unter die industrielle Führung der Bosch Engineering gestellt, seit Januar 2012 fand die Umfirmierung der erphi electronics GmbH in Bosch Systems Engineering GmbH statt. 2013 wurde der Geschäftsbetrieb der Bosch Engineering GmbH in die Bosch Systems Engineering GmbH ausgegliedert. Der verbleibende Teil der Bosch Engineering GmbH wurde in die Bosch Engineering Holding GmbH umfirmiert. Gleichzeitig wurde die Bosch Systems Engineering GmbH in Bosch Engineering GmbH umfirmiert und deren Sitz von Holzkirchen nach Abstatt verlagert.
Darüber hinaus sind die folgenden Einheiten der Bosch Engineering GmbH zugeordnet:
Bosch Engineering K.K. (Yokohama, gegründet 2006), Bosch Engineering North America (Farmington Hills, 2007), Bosch Engineering Frankreich (St. Ouen, 2007), Bosch General Aviation Technology GmbH (Wien, gegründet 2008), Bosch Engineering Österreich (Wien, 2009), Bosch Engineering China (Shanghai, 2010) sowie Bosch Engineering UK (Nuneaton, 2012) sowie Bosch Engineering Branch Italy (Mailand, 2015).
Im Herbst 2016 wurde bekannt, dass die ITK Engineering AG von Bosch übernommen werden soll und zukünftig eine 100%ige Tochtergesellschaft der Robert Bosch GmbH sein wird. Rechtlich bleibt die ITK Engineering eine eigenständige Einheit mit eigener Marke und getrennten Entwicklungsbereichen. Organisatorisch wurde sie der Bosch Engineering GmbH zugeordnet.